# Henrik Visnapuu

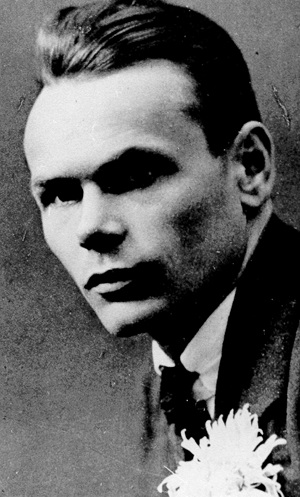
Henrik Visnapuu (Photographie von 1917)

Henrik Visnapuu (* 21. Dezember 1889jul. / 2. Januar 1890greg. im Kirchspiel Helme; † 3. April 1951 auf Long Island, New York) war ein estnischer Dichter, Dramaturg und Literaturkritiker.

## Leben
Henrik Visnapuu besuchte zunächst die Gemeindeschule in Reola (heute Gemeinde Ülenurme) und das Ministerialkollegium in Sipe (heute Gemeinde Kambja) sowie die Städtische Schule in Tartu. 1907 legte er am Gymnasium in Narva das Berufsexamen für Grundschullehrer ab und war danach an verschiedenen Schulen als Lehrer tätig. 1912 zog er nach Tartu und unterrichtete am dortigen Mädchengymnasium Estnisch und Literatur. Gleichzeitig besuchte er an der Kaiserlichen Universität Dorpat Vorlesungen in Philosophie. Erst 1916 erhielt er als Externer sein Abitur und konnte sich 1917 als ordentlicher Student an den Universitäten in Dorpat sowie 1922 für drei Semester in Berlin einschreiben.
Seit 1917 arbeitete Visnapuu auch als Journalist bei der Zeitung Tallinna Teataja, danach war er bis 1935 als freiberuflicher Journalist und Autor tätig. Von 1935 bis 1944 war er Referent in der Kulturabteilung der Informationsbehörde des estnischen Staates.
Mit der nahenden sowjetischen Besetzung Estland floh Henrik Visnapuu 1944 nach Deutschland und 1949 weiter in die USA.

## Werk
Henrik Visnapuu debütierte mit seinem lyrischen Werk 1908. Er wurde in den 1920er und 1930er Jahren  einer der wichtigsten estnischen Lyriker seiner Zeit. Neben Marie Under war er einer der prägendsten Mitglieder der 1917 gegründeten literarischen Gruppierung Siuru, die sich stark dem Symbolismus verbunden fühlte. Henrik Visnapuus Gedichte fallen vor allem durch ihre futuristische und expressionistische Ausdrucksweise auf.

## Gedichtsammlungen
- Amores (1917)
- Jumalaga, Ene! (1918)
- Talihari (1920)
- Hõbedased kuljused (1920)
- Käoorvik (1920)
- Ränikivi (1925)
- Maarjamaa laulud (1927)
- Puuslikud (1929)
- Tuulesõel (1931)
- Päike ja jõgi (1932)
- Põhjavalgus (1938)
- Tuule-ema (1942)
- Esivanemate hauad (1946)
- Ad astra (1947)
- Periheel. Ingi raamat (1947)
- Mare Balticum (1948)
- Linnutee (1950)

## Andere Werke (Auswahl)
- Vanad ja vastsed poeedid (Essays, 1921)
- Jehoova surm (Gedicht, 1927)
- Parsilai (Gedicht, 1927)
- Meie küla poisid (Komödie, 1932)
- Poeetika põhijooni (literaturwissenschaftliche Abhandlung, 1932)
- Saatana vari (Versroman, 1937)
- Päike ja jõgi. Mälestusi noorusmaalt (Erinnerungen, 1951)

## Deutsche Übersetzungen
Von Visnapuu sind in den folgenden Anthologien Gedichte in deutscher Übersetzung erschienen:
- Almanach estnischer Dichtung und Kunst. Übersetzt von Walter von Maydell. Tartu: Pallas-Verlag 1927, S. 51–56.
- Sonette der Völker. Hrsg. von Karl Theodor Busch. Heidelberg: Drei Brücken Verlag 1954, S. 331.
- Panorama moderner Lyrik. Hrsg. von Günther Steinbrinker. Gütersloh: S. Mohn 1960 (u.ö.), S. 65.
- Acht estnische Dichter. Ausgewählt und übertragen von Ants Oras. Stockholm: Vaba Eesti 1964, S. 119–129.
- Martha von Dehn-Grubbe: Pastell und Silberstift. Aichach: Mayer 1965, S. 26–27.
- Estnische Lyrik. Übertragen von Tatjana Ellinor Heine. Brackenheim: Verlag Georg Kohl GmbH + Co 1981, S. 55–57.
- Manfred Peter Hein (Hg.): Auf der Karte Europas ein Fleck. Gedichte der osteuropäischen Avantgarde. Übersetzt von Ilmar Laaban. Zürich: Ammann Verlag 1991, S. 219–221.